# 트라이브 나인
TRIBE NINE(트리블 나인)는 아카츠키와 투쿄 게임즈가 만든 일본의 미디어 믹스 작품이다.
원작은 투쿄 게임즈가 맡았으며, 3D 스마트폰 게임 개발과 TV 애니메이션, 웹툰 종합 프로듀싱을 아카츠키가 담당한다.
가공의 도쿄 23구를 무대로 하여, 각 구에 존재하는 「트라이브」라고 불리는 아웃로 집단이, 야구를 베이스로 하는 「익스트림 베이스볼」(통칭 XB)이라고 하는 광대한 1구 전체를 그라운드로 해, 「기어」라고 불리는 XB 전용의 도구를 사용해, 베이스 아웃이 없는 대신에 터치아웃 목적으로 육탄전이 가능한 결투 방법을 이용해, 프라이드를 건 항쟁을 펼쳐 가는 항쟁을 전개.